# Motorvejstilkørsel
En motorvejstilkørsel fører trafik fra det omkringliggende vejnet over på motorvejen. Tilkørslen muliggør indfletning af tilkørende biler ved høj hastighed.
| Veje og vejanlæg | Spire Denne artikel om veje eller vejanlæg er en spire som bør udbygges. Du er velkommen til at hjælpe Wikipedia ved at udvide den. |